# Krummes Eck
Das Krumme Eck ist ein 449,3 m ü. NHN hoher Berg im Diemersteiner Wald, wie ein Teilbereich des nördlichen Pfälzerwaldes genannt wird. 

## Lage
Er befindet sich vier Kilometer nördlich von Frankenstein und 5½ km südöstlich von Alsenborn, liegt aber auf der Gemarkung der Stadt Bad Dürkheim, deren Zentrum sich 14 Kilometer weiter östlich befindet.